# Fase 2 2021 (Perú)
La Fase 2 (también llamado Torneo Clausura 2021) fue el último de los dos torneos cortos que conforman la Liga 1 2021.

## Formato
Los dieciocho equipos jugarán entre sí mediante sistema de todos contra todos una vez totalizando diecisiete partidos cada uno. Al término de las diecisiete fechas el primer equipo se proclamará campeón.
| Estadios                 |                          |                              |                                                        |                           |                           |
|                          |                          |                              |                                                        |                           |                           |
| Estadio Alberto Gallardo | Estadio Alberto Gallardo | Estadio Alejandro Villanueva | Estadio Alejandro Villanueva                           | Estadio Iván Elías Moreno | Estadio Iván Elías Moreno |
|                          |                          |                              |                                                        |                           |                           |
| Estadio Miguel Grau      | Estadio Miguel Grau      | Estadio Monumental           | Estadio Monumental                                     | Estadio Nacional          | Estadio Nacional          |
|                          |                          |                              |                                                        |                           |                           |
|                          | Campo N.° 2 de la Videna | Campo N.° 2 de la Videna     | Estadio de la Universidad Nacional Mayor de San Marcos |                           |                           |

## Equipos participantes

### Información de los clubes
| Equipo                    | Entrenador        | Proveedor    | Auspiciador       |
| ------------------------- | ----------------- | ------------ | ----------------- |
| Academia Cantolao         | Carlos Silvestri  | Verco        | BetGana           |
| Alianza Atlético          | Marcelo Vivas     | Walon        | Caja Sullana      |
| Alianza Lima              | Carlos Bustos     | Nike         | Banco Pichincha   |
| Alianza Universidad       | Julio César Uribe | Convert      | UDH               |
| Ayacucho FC               | Walter Fiori      | Real         | Coop. Santa María |
| Carlos A. Mannucci        | Pablo Peirano     | Walon        | UPAO              |
| Cienciano                 | Gerardo Amelí     | New Athletic | Caja Huancayo     |
| Cusco FC                  | Marcelo Grioni    | Walon        | Caja Cusco        |
| Deportivo Binacional      | Carlos Desio      | New Athletic |                   |
| Deportivo Municipal       | Hernán Lisi       | Umbro        |                   |
| FBC Melgar                | Néstor Lorenzo    | Walon        |                   |
| Sport Boys                | Ytalo Manzo       | Sfera3       |                   |
| Sport Huancayo            | Javier Arce       | New Athetic  | Caja Huancayo     |
| Sporting Cristal          | Roberto Mosquera  | Adidas       | Cerveza Cristal   |
| Universidad César Vallejo | José del Solar    | Real         | UCV               |
| Universidad San Martín    | José Espinoza     | Umbro        | USMP              |
| UTC                       | Mario Viera       | Real         |                   |
| Universitario de Deportes | Gregorio Pérez    | Marathon     | Caja Huancayo     |

## Clasificación

### Tabla de posiciones
| Pos. | Equipo               | PJ | PG | PE | PP | GF | GC | DG  | Pts. | Clasificación                                                  |
| ---- | -------------------- | -- | -- | -- | -- | -- | -- | --- | ---- | -------------------------------------------------------------- |
| 1.°  | Alianza Lima (G)     | 17 | 12 | 4  | 1  | 27 | 11 | +16 | 40   | Avanza a los Play-offs y clasifica a la Copa Libertadores 2022 |
| 2.°  | Sporting Cristal     | 17 | 10 | 4  | 3  | 39 | 23 | +16 | 34   |                                                                |
| 3.°  | Universitario        | 17 | 9  | 5  | 3  | 31 | 19 | +12 | 32   |                                                                |
| 4.°  | FBC Melgar           | 17 | 9  | 4  | 4  | 34 | 15 | +19 | 31   |                                                                |
| 5.°  | Sport Boys           | 17 | 7  | 7  | 3  | 24 | 20 | +4  | 28   |                                                                |
| 6.°  | Cienciano            | 17 | 6  | 8  | 3  | 27 | 20 | +7  | 26   |                                                                |
| 7.°  | Deportivo Municipal  | 17 | 7  | 3  | 7  | 26 | 22 | +4  | 24   |                                                                |
| 8.°  | Univ. César Vallejo  | 17 | 6  | 6  | 5  | 14 | 12 | +2  | 24   |                                                                |
| 9.°  | Carlos A. Mannucci   | 17 | 7  | 3  | 7  | 27 | 26 | +1  | 24   |                                                                |
| 10.° | UTC                  | 17 | 6  | 5  | 6  | 19 | 21 | -2  | 23   |                                                                |
| 11.° | Ayacucho FC          | 17 | 6  | 4  | 7  | 21 | 26 | -5  | 22   |                                                                |
| 12.° | Deportivo Binacional | 17 | 6  | 3  | 8  | 24 | 29 | -5  | 21   |                                                                |
| 13.° | Sport Huancayo       | 17 | 3  | 9  | 5  | 18 | 21 | -3  | 18   |                                                                |
| 14.° | Academia Cantolao    | 17 | 4  | 5  | 8  | 20 | 24 | -4  | 17   |                                                                |
| 15.° | Cusco FC             | 17 | 4  | 4  | 9  | 30 | 36 | -6  | 16   |                                                                |
| 16.° | Alianza Atlético     | 17 | 4  | 3  | 10 | 21 | 37 | -16 | 15   |                                                                |
| 17.° | Alianza Universidad  | 17 | 3  | 5  | 9  | 17 | 32 | -15 | 14   |                                                                |
| 18.° | Univ. San Martín     | 17 | 1  | 4  | 12 | 8  | 33 | -25 | 7    |                                                                |

Fuente: ADFP
Reglas de clasificación: 1) Puntos; 2) Diferencia de goles; 3) Goles a favor; 4) Sorteo.
Si hay equipos con el mismo puntaje en el primer puesto: 2) Play-off.
(G) Ganador Fase 2.
Notas:

|  |

### Evolución de la clasificación
| Equipo / Fecha            | 1  | 2  | 3  | 4  | 5  | 6  | 7  | 8  | 9  | 10 | 11 | 12 | 13 | 14 | 15 | 16 | 17 |
| ------------------------- | -- | -- | -- | -- | -- | -- | -- | -- | -- | -- | -- | -- | -- | -- | -- | -- | -- |
| Alianza Lima              | 1  | 1  | 5  | 2  | 2  | 1  | 1  | 1  | 1  | 1  | 1  | 1  | 1  | 1  | 1  | 1  | 1  |
| Sporting Cristal          | 4  | 8  | 8  | 8  | 4  | 7  | 11 | 8  | 5  | 3  | 2  | 3  | 2  | 4  | 2  | 2  | 2  |
| Universitario             | 8  | 6  | 9  | 10 | 6  | 6  | 8  | 12 | 12 | 8  | 10 | 8  | 5  | 5  | 4  | 4  | 3  |
| FBC Melgar                | 3  | 3  | 1  | 1  | 1  | 3  | 3  | 3  | 3  | 2  | 3  | 5  | 3  | 2  | 3  | 3  | 4  |
| Sport Boys                | 17 | 10 | 11 | 13 | 11 | 5  | 6  | 11 | 8  | 6  | 4  | 2  | 4  | 3  | 5  | 5  | 5  |
| Cienciano                 | 2  | 2  | 4  | 7  | 13 | 12 | 7  | 4  | 6  | 9  | 8  | 10 | 9  | 6  | 7  | 6  | 6  |
| Deportivo Municipal       | 11 | 5  | 7  | 5  | 7  | 8  | 13 | 13 | 11 | 7  | 6  | 7  | 10 | 12 | 6  | 8  | 7  |
| Universidad César Vallejo | 6  | 7  | 2  | 4  | 5  | 4  | 4  | 10 | 13 | 11 | 11 | 9  | 7  | 9  | 9  | 7  | 8  |
| Carlos A. Mannucci        | 5  | 9  | 3  | 6  | 3  | 2  | 2  | 2  | 2  | 5  | 7  | 4  | 6  | 7  | 8  | 9  | 9  |
| UTC                       | 12 | 14 | 12 | 14 | 15 | 13 | 9  | 5  | 4  | 4  | 5  | 6  | 8  | 11 | 11 | 11 | 10 |
| Ayacucho FC               | 16 | 17 | 17 | 11 | 10 | 10 | 10 | 6  | 9  | 12 | 12 | 13 | 12 | 10 | 12 | 12 | 11 |
| Deportivo Binacional      | 10 | 11 | 14 | 9  | 8  | 9  | 14 | 14 | 14 | 14 | 14 | 12 | 11 | 8  | 10 | 10 | 12 |
| Sport Huancayo            | 18 | 18 | 18 | 17 | 17 | 17 | 17 | 16 | 17 | 17 | 15 | 16 | 17 | 15 | 14 | 13 | 13 |
| Academia Cantolao         | 14 | 15 | 13 | 16 | 16 | 15 | 12 | 9  | 7  | 10 | 9  | 11 | 13 | 14 | 16 | 14 | 14 |
| Cusco FC                  | 13 | 13 | 15 | 15 | 12 | 14 | 15 | 15 | 16 | 15 | 16 | 17 | 15 | 13 | 13 | 15 | 15 |
| Alianza Atlético          | 7  | 4  | 10 | 12 | 14 | 16 | 16 | 17 | 15 | 16 | 17 | 15 | 16 | 17 | 15 | 16 | 16 |
| Alianza Universidad       | 9  | 12 | 6  | 3  | 9  | 11 | 5  | 7  | 10 | 13 | 13 | 14 | 14 | 16 | 17 | 17 | 17 |
| Universidad San Martín    | 15 | 16 | 16 | 18 | 18 | 18 | 18 | 18 | 18 | 18 | 18 | 18 | 18 | 18 | 18 | 18 | 18 |

| 1. 2. 3. |

## Resultados
| Fecha 1                   | Fecha 1   | Fecha 1             | Fecha 1              | Fecha 1     | Fecha 1 | Fecha 1  |
| Equipo 1                  | Resultado | Equipo 2            | Estadio              | Fecha       | Hora    | TV       |
| ------------------------- | --------- | ------------------- | -------------------- | ----------- | ------- | -------- |
| Deportivo Municipal       | 1 - 1     | UTC                 | Alejandro Villanueva | 17 de julio | 11:00   | Gol Perú |
| Universidad San Martín    | 0 - 2     | Carlos A. Mannucci  | Miguel Grau          | 17 de julio | 13:15   | Gol Perú |
| Academia Cantolao         | 2 - 4     | Sporting Cristal    | Alejandro Villanueva | 17 de julio | 15:30   | Gol Perú |
| Sport Huancayo            | 0 - 3     | FBC Melgar          | Iván Elías Moreno    | 18 de julio | 11:00   | Gol Perú |
| Sport Boys                | 1 - 4     | Cienciano           | Alejandro Villanueva | 18 de julio | 13:15   | Gol Perú |
| Alianza Lima              | 4 - 1     | Ayacucho FC         | Iván Elías Moreno    | 18 de julio | 15:30   | Gol Perú |
| Deportivo Binacional      | 1 - 1     | Alianza Universidad | Miguel Grau          | 19 de julio | 11:00   | —        |
| Universidad César Vallejo | 1 - 0     | Cusco FC            | Monumental           | 19 de julio | 13:15   | Gol Perú |
| Universitario             | 2 - 2     | Alianza Atlético    | Miguel Grau          | 19 de julio | 15:30   | Gol Perú |

| Fecha 2             | Fecha 2   | Fecha 2                   | Fecha 2              | Fecha 2         | Fecha 2 | Fecha 2  |
| Equipo 1            | Resultado | Equipo 2                  | Estadio              | Fecha           | Hora    | TV       |
| ------------------- | --------- | ------------------------- | -------------------- | --------------- | ------- | -------- |
| Cienciano           | 0 - 0     | Academia Cantolao         | Iván Elías Moreno    | 23 de julio     | 13:15   | Gol Perú |
| Carlos A. Mannucci  | 1 - 2     | Deportivo Municipal       | Alejandro Villanueva | 23 de julio     | 15:30   | Gol Perú |
| Alianza Atlético    | 1 - 0     | Sport Huancayo            | Miguel Grau          | 24 de julio     | 11:00   | Gol Perú |
| Ayacucho FC         | 1 - 2     | Sport Boys                | Monumental           | 24 de julio     | 13:15   | Gol Perú |
| Alianza Universidad | 0 - 0     | Alianza Lima              | Miguel Grau          | 24 de julio     | 15:30   | Gol Perú |
| Cusco FC            | 2 - 2     | Deportivo Binacional      | Iván Elías Moreno    | 25 de julio     | 11:00   | Gol Perú |
| FBC Melgar          | 1 - 1     | Universidad César Vallejo | Monumental           | 25 de julio     | 13:15   | Gol Perú |
| UTC                 | 0 - 1     | Universitario             | Iván Elías Moreno    | 25 de julio     | 15:30   | Gol Perú |
| Sporting Cristal    | 1 - 1     | Universidad San Martín    | Monumental           | 3 de septiembre | 15:30   | Gol Perú |

| Fecha 3                   | Fecha 3   | Fecha 3             | Fecha 3              | Fecha 3     | Fecha 3 | Fecha 3  |
| Local                     | Resultado | Visitante           | Estadio              | Fecha       | Hora    | TV       |
| ------------------------- | --------- | ------------------- | -------------------- | ----------- | ------- | -------- |
| Academia Cantolao         | 2 - 2     | Ayacucho FC         | Alejandro Villanueva | 30 de julio | 11:00   | Gol Perú |
| Universidad San Martín    | 1 - 1     | Cienciano           | Miguel Grau          | 30 de julio | 13:15   | Gol Perú |
| Deportivo Municipal       | 1 - 1     | Sporting Cristal    | Alejandro Villanueva | 30 de julio | 15:30   | Gol Perú |
| Universidad César Vallejo | 2 - 0     | Alianza Atlético    | Monumental           | 31 de julio | 11:00   | Gol Perú |
| Universitario             | 1 - 3     | Carlos A. Mannucci  | Miguel Grau          | 31 de julio | 13:15   | Gol Perú |
| Sport Huancayo            | 0 - 0     | UTC                 | Monumental           | 31 de julio | 15:30   | Gol Perú |
| Cusco FC                  | 2 - 3     | Alianza Universidad | Iván Elías Moreno    | 1 de agosto | 11:00   | —        |
| Deportivo Binacional      | 1 - 5     | FBC Melgar          | Miguel Grau          | 1 de agosto | 13:15   | Gol Perú |
| Sport Boys                | 0 - 0     | Alianza Lima        | Iván Elías Moreno    | 1 de agosto | 15:30   | Gol Perú |

| Fecha 4             | Fecha 4   | Fecha 4                   | Fecha 4    | Fecha 4     | Fecha 4 | Fecha 4  |
| Local               | Resultado | Visitante                 | Estadio    | Fecha       | Hora    | TV       |
| ------------------- | --------- | ------------------------- | ---------- | ----------- | ------- | -------- |
| Ayacucho FC         | 1 - 0     | Universidad San Martín    | San Marcos | 2 de agosto | 17:00   | Gol Perú |
| Cienciano           | 2 - 3     | Deportivo Municipal       | San Marcos | 2 de agosto | 19:30   | Gol Perú |
| UTC                 | 0 - 0     | Universidad César Vallejo | San Marcos | 3 de agosto | 13:00   | Gol Perú |
| Carlos A. Mannucci  | 1 - 1     | Sport Huancayo            | San Marcos | 3 de agosto | 15:30   | Gol Perú |
| Sporting Cristal    | 2 - 2     | Universitario             | Nacional   | 3 de agosto | 19:30   | Gol Perú |
| Alianza Atlético    | 0 - 3     | Deportivo Binacional      | San Marcos | 4 de agosto | 12:00   | Gol Perú |
| FBC Melgar          | 2 - 2     | Cusco FC                  | San Marcos | 4 de agosto | 14:30   | Gol Perú |
| Alianza Universidad | 2 - 0     | Sport Boys                | San Marcos | 4 de agosto | 17:00   | Gol Perú |
| Alianza Lima        | 2 - 1     | Academia Cantolao         | San Marcos | 4 de agosto | 19:30   | Gol Perú |

| Fecha 5                   | Fecha 5   | Fecha 5             | Fecha 5              | Fecha 5     | Fecha 5 | Fecha 5  |
| Local                     | Resultado | Visitante           | Estadio              | Fecha       | Hora    | TV       |
| ------------------------- | --------- | ------------------- | -------------------- | ----------- | ------- | -------- |
| Deportivo Municipal       | 0 - 1     | Ayacucho FC         | Alejandro Villanueva | 6 de agosto | 11:00   | Gol Perú |
| Sport Huancayo            | 1 - 2     | Sporting Cristal    | Alejandro Villanueva | 6 de agosto | 15:30   | Gol Perú |
| Deportivo Binacional      | 1 - 0     | UTC                 | Miguel Grau          | 7 de agosto | 11:00   | Gol Perú |
| Universidad César Vallejo | 0 - 1     | Carlos A. Mannucci  | Monumental           | 7 de agosto | 13:15   | Gol Perú |
| Cusco FC                  | 3 - 0     | Alianza Atlético    | Alberto Gallardo     | 8 de agosto | 11:00   | Gol Perú |
| Academia Cantolao         | 0 - 2     | Sport Boys          | Iván Elías Moreno    | 8 de agosto | 13:15   | Gol Perú |
| Universidad San Martín    | 0 - 2     | Alianza Lima        | Alberto Gallardo     | 8 de agosto | 15:30   | Gol Perú |
| Universitario             | 3 - 1     | Cienciano           | Miguel Grau          | 9 de agosto | 13:15   | Gol Perú |
| FBC Melgar                | 3 - 0     | Alianza Universidad | Iván Elías Moreno    | 9 de agosto | 15:30   | Gol Perú |

| Fecha 6             | Fecha 6   | Fecha 6                   | Fecha 6              | Fecha 6      | Fecha 6 | Fecha 6    |
| Local               | Resultado | Visitante                 | Estadio              | Fecha        | Hora    | TV         |
| ------------------- | --------- | ------------------------- | -------------------- | ------------ | ------- | ---------- |
| UTC                 | 2 - 1     | Cusco FC                  | Monumental           | 13 de agosto | 11:00   | Gol Perú   |
| Alianza Atlético    | 3 - 3     | FBC Melgar                | Alejandro Villanueva | 13 de agosto | 13:15   | Gol Perú   |
| Carlos A. Mannucci  | 3 - 1     | Deportivo Binacional      | Monumental           | 13 de agosto | 15:30   | Gol Perú   |
| Sporting Cristal    | 0 - 1     | Universidad César Vallejo | Miguel Grau          | 14 de agosto | 11:00   | Gol Perú   |
| Ayacucho FC         | 1 - 1     | Universitario             | Iván Elías Moreno    | 14 de agosto | 13:15   | Gol Perú   |
| Alianza Lima        | 1 - 0     | Deportivo Municipal       | Miguel Grau          | 14 de agosto | 15:30   | Gol Perú   |
| Cienciano           | 0 - 0     | Sport Huancayo            | Alejandro Villanueva | 14 de agosto | 18:00   | Gol Perú   |
| Alianza Universidad | 0 - 3     | Academia Cantolao         | Alberto Gallardo     | 15 de agosto | 11:00   | Best Cable |
| Sport Boys          | 2 - 0     | Universidad San Martín    | Alberto Gallardo     | 15 de agosto | 15:30   | Gol Perú   |

| Fecha 7                   | Fecha 7   | Fecha 7             | Fecha 7           | Fecha 7         | Fecha 7 | Fecha 7  |
| Local                     | Resultado | Visitante           | Estadio           | Fecha           | Hora    | TV       |
| ------------------------- | --------- | ------------------- | ----------------- | --------------- | ------- | -------- |
| Cusco FC                  | 2 - 3     | Carlos A. Mannucci  | Miguel Grau       | 17 de agosto    | 11:00   | Gol Perú |
| Universidad César Vallejo | 0 - 1     | Cienciano           | Iván Elías Moreno | 17 de agosto    | 13:15   | Gol Perú |
| FBC Melgar                | 0 - 1     | UTC                 | Miguel Grau       | 17 de agosto    | 15:30   | Gol Perú |
| Sport Huancayo            | 1 - 1     | Ayacucho FC         | Alberto Gallardo  | 18 de agosto    | 13:00   | Gol Perú |
| Universitario             | 1 - 2     | Alianza Lima        | Nacional          | 18 de agosto    | 19:30   | Gol Perú |
| Alianza Atlético          | 1 - 2     | Alianza Universidad | Monumental        | 19 de agosto    | 11:00   | —        |
| Universidad San Martín    | 0 - 2     | Academia Cantolao   | Monumental        | 19 de agosto    | 15:30   | Gol Perú |
| Deportivo Municipal       | 0 - 1     | Sport Boys          | Monumental        | 3 de septiembre | 11:00   | Gol Perú |
| Deportivo Binacional      | 3 - 4     | Sporting Cristal    | Monumental        | 8 de octubre    | 15:30   | Gol Perú |

| Fecha 8             | Fecha 8   | Fecha 8                   | Fecha 8              | Fecha 8      | Fecha 8 | Fecha 8  |
| Local               | Resultado | Visitante                 | Estadio              | Fecha        | Hora    | TV       |
| ------------------- | --------- | ------------------------- | -------------------- | ------------ | ------- | -------- |
| Carlos A. Mannucci  | 1 - 2     | FBC Melgar                | Alberto Gallardo     | 21 de agosto | 15:30   | Gol Perú |
| Cienciano           | 2 - 0     | Deportivo Binacional      | Iván Elías Moreno    | 22 de agosto | 11:00   | Gol Perú |
| Ayacucho FC         | 2 - 1     | Universidad César Vallejo | Alejandro Villanueva | 22 de agosto | 13:15   | Gol Perú |
| Sport Boys          | 0 - 0     | Universitario             | Iván Elías Moreno    | 22 de agosto | 15:30   | Gol Perú |
| Sporting Cristal    | 4 - 1     | Cusco FC                  | Alejandro Villanueva | 22 de agosto | 18:00   | Gol Perú |
| Alianza Universidad | 1 - 1     | Universidad San Martín    | Alberto Gallardo     | 23 de agosto | 11:00   | —        |
| UTC                 | 3 - 1     | Alianza Atlético          | Miguel Grau          | 23 de agosto | 13:15   | Gol Perú |
| Alianza Lima        | 1 - 1     | Sport Huancayo            | Alberto Gallardo     | 23 de agosto | 15:30   | Gol Perú |
| Academia Cantolao   | 2 - 1     | Deportivo Municipal       | Alejandro Villanueva | 23 de agosto | 18:00   | Gol Perú |

| Fecha 9                   | Fecha 9   | Fecha 9                | Fecha 9              | Fecha 9      | Fecha 9 | Fecha 9  |
| Local                     | Resultado | Visitante              | Estadio              | Fecha        | Hora    | TV       |
| ------------------------- | --------- | ---------------------- | -------------------- | ------------ | ------- | -------- |
| Deportivo Binacional      | 3 - 1     | Ayacucho FC            | Alejandro Villanueva | 27 de agosto | 11:00   | Gol Perú |
| FBC Melgar                | 0 - 1     | Sporting Cristal       | Miguel Grau          | 27 de agosto | 13:15   | Gol Perú |
| Cusco FC                  | 2 - 2     | Cienciano              | Alejandro Villanueva | 27 de agosto | 15:30   | Gol Perú |
| Alianza Atlético          | 2 - 0     | Carlos A. Mannucci     | Iván Elías Moreno    | 28 de agosto | 11:00   | Gol Perú |
| UTC                       | 1 - 0     | Alianza Universidad    | Monumental           | 28 de agosto | 13:15   | —        |
| Universitario             | 2 - 2     | Academia Cantolao      | Alberto Gallardo     | 28 de agosto | 15:30   | Gol Perú |
| Sport Huancayo            | 1 - 1     | Sport Boys             | Alberto Gallardo     | 29 de agosto | 11:00   | Gol Perú |
| Deportivo Municipal       | 2 - 0     | Universidad San Martín | Miguel Grau          | 29 de agosto | 13:15   | Gol Perú |
| Universidad César Vallejo | 0 - 1     | Alianza Lima           | Alberto Gallardo     | 29 de agosto | 15:30   | Gol Perú |

| Fecha 10               | Fecha 10  | Fecha 10                  | Fecha 10             | Fecha 10         | Fecha 10 | Fecha 10 |
| Local                  | Resultado | Visitante                 | Estadio              | Fecha            | Hora     | TV       |
| ---------------------- | --------- | ------------------------- | -------------------- | ---------------- | -------- | -------- |
| Academia Cantolao      | 0 - 0     | Sport Huancayo            | Monumental           | 11 de septiembre | 11:00    | Gol Perú |
| Ayacucho FC            | 1 - 3     | Cusco FC                  | Iván Elías Moreno    | 11 de septiembre | 13:15    | Gol Perú |
| Alianza Universidad    | 0 - 3     | Deportivo Municipal       | Monumental           | 11 de septiembre | 15:30    | Gol Perú |
| Carlos A. Mannucci     | 1 - 3     | UTC                       | Miguel Grau          | 12 de septiembre | 11:00    | Gol Perú |
| Alianza Lima           | 3 - 2     | Deportivo Binacional      | Iván Elías Moreno    | 12 de septiembre | 13:15    | Gol Perú |
| Sporting Cristal       | 5 - 2     | Alianza Atlético          | Miguel Grau          | 12 de septiembre | 15:30    | Gol Perú |
| Cienciano              | 0 - 1     | FBC Melgar                | Alejandro Villanueva | 12 de septiembre | 18:00    | Gol Perú |
| Sport Boys             | 2 - 2     | Universidad César Vallejo | Alejandro Villanueva | 13 de septiembre | 13:15    | Gol Perú |
| Universidad San Martín | 0 - 2     | Universitario             | Alberto Gallardo     | 13 de septiembre | 15:30    | Gol Perú |

| Fecha 11                  | Fecha 11  | Fecha 11               | Fecha 11             | Fecha 11         | Fecha 11 | Fecha 11 |
| Local                     | Resultado | Visitante              | Estadio              | Fecha            | Hora     | TV       |
| ------------------------- | --------- | ---------------------- | -------------------- | ---------------- | -------- | -------- |
| Alianza Atlético          | 2 - 2     | Cienciano              | Alberto Gallardo     | 17 de septiembre | 11:00    | Gol Perú |
| UTC                       | 1 - 6     | Sporting Cristal       | Iván Elías Moreno    | 17 de septiembre | 13:15    | Gol Perú |
| Cusco FC                  | 0 - 2     | Alianza Lima           | Alberto Gallardo     | 17 de septiembre | 15:30    | Gol Perú |
| FBC Melgar                | 1 - 1     | Ayacucho FC            | Alejandro Villanueva | 17 de septiembre | 18:00    | Gol Perú |
| Carlos A. Mannucci        | 1 - 1     | Alianza Universidad    | Monumental           | 18 de septiembre | 11:00    | Gol Perú |
| Universidad César Vallejo | 0 - 0     | Academia Cantolao      | Iván Elías Moreno    | 18 de septiembre | 13:15    | Gol Perú |
| Deportivo Binacional      | 1 - 2     | Sport Boys             | Monumental           | 18 de septiembre | 15:30    | Gol Perú |
| Sport Huancayo            | 3 - 1     | Universidad San Martín | Miguel Grau          | 19 de septiembre | 11:00    | Gol Perú |
| Universitario             | 0 - 2     | Deportivo Municipal    | Miguel Grau          | 19 de septiembre | 15:30    | Gol Perú |

| Fecha 12               | Fecha 12  | Fecha 12                  | Fecha 12             | Fecha 12         | Fecha 12 | Fecha 12 |
| Local                  | Resultado | Visitante                 | Estadio              | Fecha            | Hora     | TV       |
| ---------------------- | --------- | ------------------------- | -------------------- | ---------------- | -------- | -------- |
| Cienciano              | 2 - 2     | UTC                       | Monumental           | 21 de septiembre | 11:00    | Gol Perú |
| Ayacucho FC            | 0 - 1     | Alianza Atlético          | Monumental           | 21 de septiembre | 15:30    | Gol Perú |
| Sport Boys             | 3 - 2     | Cusco FC                  | Iván Elías Moreno    | 22 de septiembre | 11:00    | Gol Perú |
| Alianza Lima           | 1 - 0     | FBC Melgar                | Alberto Gallardo     | 22 de septiembre | 13:15    | Gol Perú |
| Sporting Cristal       | 1 - 3     | Carlos A. Mannucci        | Iván Elías Moreno    | 22 de septiembre | 15:30    | Gol Perú |
| Deportivo Municipal    | 2 - 2     | Sport Huancayo            | Alberto Gallardo     | 23 de septiembre | 11:00    | Gol Perú |
| Academia Cantolao      | 1 - 2     | Deportivo Binacional      | Iván Elías Moreno    | 23 de septiembre | 13:15    | Gol Perú |
| Alianza Universidad    | 0 - 4     | Universitario             | Alberto Gallardo     | 23 de septiembre | 15:30    | Gol Perú |
| Universidad San Martín | 0 - 1     | Universidad César Vallejo | Alejandro Villanueva | 23 de septiembre | 18:00    | Gol Perú |

| Fecha 13                  | Fecha 13  | Fecha 13               | Fecha 13             | Fecha 13         | Fecha 13 | Fecha 13 |
| Local                     | Resultado | Visitante              | Estadio              | Fecha            | Hora     | TV       |
| ------------------------- | --------- | ---------------------- | -------------------- | ---------------- | -------- | -------- |
| UTC                       | 0 - 2     | Ayacucho FC            | Iván Elías Moreno    | 25 de septiembre | 11:00    | Gol Perú |
| Carlos A. Mannucci        | 1 - 3     | Cienciano              | Monumental           | 25 de septiembre | 13:15    | Gol Perú |
| Alianza Atlético          | 1 - 3     | Alianza Lima           | Iván Elías Moreno    | 25 de septiembre | 15:30    | Gol Perú |
| Universidad César Vallejo | 2 - 0     | Deportivo Municipal    | Miguel Grau          | 26 de septiembre | 11:00    | Gol Perú |
| FBC Melgar                | 1 - 0     | Sport Boys             | Monumental           | 26 de septiembre | 13:15    | Gol Perú |
| Sport Huancayo            | 1 - 3     | Universitario          | Miguel Grau          | 26 de septiembre | 15:30    | Gol Perú |
| Alianza Universidad       | 1 - 2     | Sporting Cristal       | Alejandro Villanueva | 26 de septiembre | 18:00    | Gol Perú |
| Cusco FC                  | 3 - 2     | Academia Cantolao      | Alberto Gallardo     | 27 de septiembre | 11:00    | Gol Perú |
| Deportivo Binacional      | 1 - 0     | Universidad San Martín | Alberto Gallardo     | 27 de septiembre | 15:30    | Gol Perú |

| Fecha 14               | Fecha 14  | Fecha 14                  | Fecha 14   | Fecha 14     | Fecha 14 | Fecha 14 |
| Local                  | Resultado | Visitante                 | Estadio    | Fecha        | Hora     | TV       |
| ---------------------- | --------- | ------------------------- | ---------- | ------------ | -------- | -------- |
| Ayacucho FC            | 3 - 2     | Carlos A. Mannucci        | San Marcos | 1 de octubre | 10:30    | Gol Perú |
| Sport Boys             | 3 - 1     | Alianza Atlético          | San Marcos | 1 de octubre | 13:00    | Gol Perú |
| Cienciano              | 2 - 1     | Sporting Cristal          | San Marcos | 1 de octubre | 15:30    | Gol Perú |
| Sport Huancayo         | 4 - 3     | Alianza Universidad       | San Marcos | 2 de octubre | 10:30    | —        |
| Deportivo Municipal    | 1 - 2     | Deportivo Binacional      | San Marcos | 2 de octubre | 13:00    | Gol Perú |
| Alianza Lima           | 2 - 0     | UTC                       | San Marcos | 2 de octubre | 15:30    | Gol Perú |
| Universidad San Martín | 1 - 1     | Cusco FC                  | San Marcos | 3 de octubre | 10:30    | Gol Perú |
| Academia Cantolao      | 0 - 2     | FBC Melgar                | San Marcos | 3 de octubre | 13:00    | Gol Perú |
| Universitario          | 3 - 0     | Universidad César Vallejo | San Marcos | 3 de octubre | 15:30    | Gol Perú |

| Fecha 15                  | Fecha 15  | Fecha 15               | Fecha 15          | Fecha 15      | Fecha 15 | Fecha 15 |
| Local                     | Resultado | Visitante              | Estadio           | Fecha         | Hora     | TV       |
| ------------------------- | --------- | ---------------------- | ----------------- | ------------- | -------- | -------- |
| Alianza Atlético          | 3 - 1     | Academia Cantolao      | Iván Elías Moreno | 16 de octubre | 11:00    | Gol Perú |
| UTC                       | 1 - 1     | Sport Boys             | Alberto Gallardo  | 16 de octubre | 13:15    | Gol Perú |
| Carlos A. Mannucci        | 0 - 1     | Alianza Lima (G)       | Iván Elías Moreno | 16 de octubre | 15:30    | Gol Perú |
| FBC Melgar                | 6 - 0     | Universidad San Martín | Monumental        | 17 de octubre | 11:00    | Gol Perú |
| Alianza Universidad       | 1 - 1     | Cienciano              | Alberto Gallardo  | 17 de octubre | 13:15    | Gol Perú |
| Sporting Cristal          | 1 - 0     | Ayacucho FC            | Monumental        | 17 de octubre | 15:30    | Gol Perú |
| Cusco FC                  | 3 - 5     | Deportivo Municipal    | Miguel Grau       | 18 de octubre | 11:00    | Gol Perú |
| Deportivo Binacional      | 1 - 2     | Universitario          | Alberto Gallardo  | 18 de octubre | 13:15    | Gol Perú |
| Universidad César Vallejo | 0 - 0     | Sport Huancayo         | Miguel Grau       | 18 de octubre | 15:30    | Gol Perú |

| Fecha 16                  | Fecha 16  | Fecha 16             | Fecha 16          | Fecha 16      | Fecha 16 | Fecha 16 |
| Local                     | Resultado | Visitante            | Estadio           | Fecha         | Hora     | TV       |
| ------------------------- | --------- | -------------------- | ----------------- | ------------- | -------- | -------- |
| Academia Cantolao         | 2 - 0     | UTC                  | Monumental        | 22 de octubre | 11:00    | Gol Perú |
| Ayacucho FC               | 1 - 3     | Cienciano            | Miguel Grau       | 22 de octubre | 13:15    | Gol Perú |
| Sport Boys                | 3 - 3     | Carlos A. Mannucci   | Monumental        | 22 de octubre | 15:30    | Gol Perú |
| Sport Huancayo            | 2 - 0     | Deportivo Binacional | Alberto Gallardo  | 23 de octubre | 11:00    | Gol Perú |
| Universidad San Martín    | 3 - 1     | Alianza Atlético     | Iván Elías Moreno | 23 de octubre | 13:15    | Gol Perú |
| Universitario             | 2 - 1     | Cusco FC             | Alberto Gallardo  | 23 de octubre | 15:30    | Gol Perú |
| Deportivo Municipal       | 1 - 3     | FBC Melgar           | Alberto Gallardo  | 24 de octubre | 11:00    | Gol Perú |
| Universidad César Vallejo | 3 - 1     | Alianza Universidad  | Videna FPF        | 24 de octubre | 13:15    | FPF Play |
| Alianza Lima              | 1 - 3     | Sporting Cristal     | Nacional          | 24 de octubre | 15:30    | Gol Perú |

| Fecha 17             | Fecha 17  | Fecha 17                  | Fecha 17             | Fecha 17      | Fecha 17 | Fecha 17            |
| Local                | Resultado | Visitante                 | Estadio              | Fecha         | Hora     | TV                  |
| -------------------- | --------- | ------------------------- | -------------------- | ------------- | -------- | ------------------- |
| Cienciano            | 1 - 1     | Alianza Lima              | Iván Elías Moreno    | 29 de octubre | 15:00    | Gol Perú            |
| Sporting Cristal     | 1 - 1     | Sport Boys                | Nacional             | 30 de octubre | 15:00    | Gol Perú            |
| Alianza Atlético     | 0 - 2     | Deportivo Municipal       | Alberto Gallardo     | 30 de octubre | 15:00    | Movistar Deportes   |
| UTC                  | 4 - 0     | Universidad San Martín    | Iván Elías Moreno    | 30 de octubre | 15:00    | Movistar Eventos    |
| Deportivo Binacional | 0 - 0     | Universidad César Vallejo | Monumental           | 30 de octubre | 15:00    | Movistar Eventos 2  |
| Alianza Universidad  | 1 - 2     | Ayacucho FC               | Videna FPF           | 30 de octubre | 15:00    | FPF Play            |
| Cusco FC             | 2 - 1     | Sport Huancayo            | Miguel Grau          | 30 de octubre | 15:00    | Gol Perú (diferido) |
| Carlos A. Mannucci   | 1 - 0     | Academia Cantolao         | Alejandro Villanueva | 30 de octubre | 15:00    | Gol Perú (diferido) |
| FBC Melgar           | 1 - 2     | Universitario             | Alberto Gallardo     | 31 de octubre | 15:30    | Gol Perú            |